# Pacta conventa

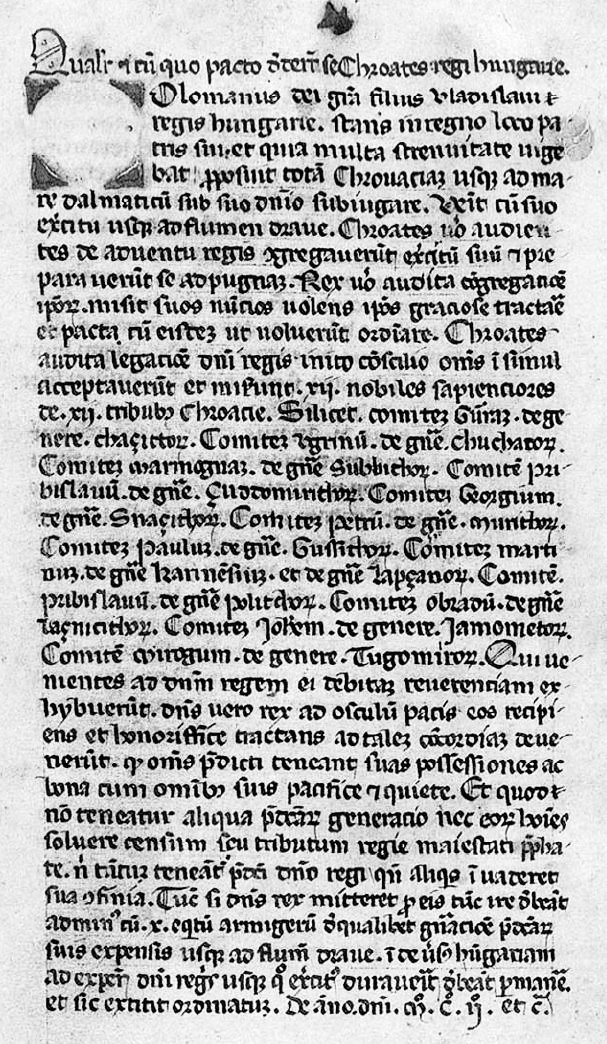
A Pacta conventa

A Pacta conventa (más néven Qualiter) Kálmán magyar királynak a horvát nemesség tizenkét nemzetségének képviselőivel kötött szerződése, melyet az 1918-ig fennállt horvát-magyar közös állam alapdokumentumának tartottak. Szövege a 13. században élt Tamás spalatói főesperes krónikájának, a Historia Salonitanának a függelékeként maradt fenn, pontosabban a krónika másolatait közlő különféle kódexek végéhez csatolva maradt ránk. Bár a 19. század közepe óta a megállapodás hitelessége és időpontja vitatott valószínű, hogy valóban létezett olyan dokumentum, amely a király és a horvát nemesség jogait és kötelezettségeit szabályozta.
A megállapodás meghatározta, hogy a Kálmán királlyal az okmányt aláíró horvát nemesek beavatkozás nélkül megtartják birtokaikat és ingatlanjaikat. Az aláíró családoknak a király adómentességet biztosított. A tizenkét nemesi horvát törzs mindegyike köteles volt válaszolni a király hívására, ha valaki megtámadta határait, és legalább tíz fegyveres lovast küldeni a Dráváig a saját költségén, a Dráván túl pedig a magyar király fizette a költségeket.

## Története
A Historia Salonitanának a szövegét közlő három legrégibb kódex, az ún. vatikáni kódex, a Codex Spalatensis, és a ma Budapesten, a Nemzeti Múzeumban őrzött ún. trogiri kódex. 
Korábban a vatikáni kódexet tekintették a legkorábbinak és leghitelesebbnek, mivel az a Pacta conventa szövegét a Historia Salonitana szövege után ugyanazzal a kézírással, folytatólagosan közölte és jól egyezett a Codex Spalatiensis által közölt szöveggel is. A trogiri kódex szövege viszont markánsan eltért az előző kettőtől. A meghódolást a horvátok hozzájárulásához kötő kifejezés („pactum”) csak a trogiri kódex címében szerepelt, amely a horvát álláspontnak jobban megfelelt, így mind határozottabbá vált az a meggyőződés, hogy valójában a trogiri kódex a legkorábbi szövegváltozat és ez vált elfogadottá a horvát történetírásban.
A trogiri kódexet az 1380-as években írták. A Pacta conventa szövege szól arról, hogy a horvát nemesség képviselői milyen feltételek mellett fogadták el Kálmánt királyuknak (békében élvezhették a birtokaikat, mentesültek az adók alól, katonai szolgálattal tartoztak), és felsorol tizenkét törzset/klánt. A Qualiter nevet a dokumentum kezdő szaváról kapta „Qualiter et cum quo pacto dederunt se Chroates regi Hungariae” és a trogiri Ivan Lučić 1666-ban kiadott „De regno Croatiae et Dalmatiae libri sex” című nagy munkájának eredményeként került be a horvát történeírásba.
Az első horvát politikus, aki a Pacta conventára hivatkozott, Skerlecz Miklós Zágráb vármegye főispánja és a királyság egykori protonotáriusa volt az 1790/1791-es pozsonyi országgyűlésen. A megállapodás hitelességét a magyar történészek több évtizedig nem kérdőjelezték meg, Fejér György például 1829-ben vette fel diplomáciai gyűjteményébe, és 1096-ra datálta. Horváth István magyar történész 1844-ben azonban felvetette a hitelesség kérdését, és azt állította, hogy Magyarország erőszakkal hódította meg Horvátországot. A horvát és magyar történészek közötti politikai célú vita 1918-ig tartott. Ezután okafogyottá vált.

## A hitelesség kérdése
A Pacta conventa hitelessége ellen általában a következő érveket hozzák fel: A Pacta Conventa a szókincs felhasználása alapján három évszázaddal később íródott, tehát a 14. századból származik. A dokumentumban genealógiai pontatlanságok vannak. Kálmánt például I. László király fiaként említik, valójában azonban az unokaöccse volt. Ha az irat hiteles lenne, Kálmánnak az előző uralkodóval való pontos rokonságát ismerték volna. Az iratról a korábbi magyar források nem tesznek említést, ami tovább utal arra, hogy a dokumentum hamisítvány.
Mindazonáltal a mai történészek általános meggyőződése, hogy Kálmánnak legalább szóbeli megállapodása lehetett a horvát nemességgel, amint azt a következők látszanak igazolni: Horvátország királyának külön történő koronázása, a horvát-dalmát és szlavóniai parlament összehívásának folytatása, a horvát báni tisztség fenntartása és a dalmát közösségeknek biztosított kiváltságok.
A megállapodás bizonyítékaként Nikola Jakšić egy 2000 Kálmán által veretett ezüstpénzből álló kincsleletre hivatkozik, melyet Lepuri faluban, Benkovac vidékén, a középkori Via Magna út mentén találtak, amely Zárából Kninbe vezetett. Ugyanitt egy Branimir fejedelem korabeli templomegyüttes került elő, és több dokumentum adatainak topográfiai elemzése szerint Jakšić a középkori Podgrađe falut feltételezi itt, amely a 14. és 15. században az udvarbíró székhelye volt. Úgy véli, hogy Podgrađe korábban országgyűlés székhelye volt, így Kálmán király ezen a helyen kötött megállapodást tizenkét horvát törzzsel. Jakšić szerint a e megállapodás nyoma lenne a Kálmán idejéből származó nagy pénzlelet.
Összegezve:
Bizonyos történészek szerint Horvátország (a Pacta Conventa nevezetű iratra hivatkozva) perszonálunióba lépett Magyarországgal, ugyanakkor ez az állítás nem igaz. A Pacta Conventa (Kálmán állítólagos szerződése a horvát nemességgel) hamisítvány, akárcsak a Kálmán megkoronázásáról szóló irat, most már egyes horvát történészek szerint is. Horvátország meghódítása nem megegyezésnek, hanem katonai hódításnak köszönhető, továbbá az engedmények is a magyar királyok akaratának köszönhetőek. 800 éves közös történelmünk alatt Horvátország mindvégig a magyar Szent Korona része volt. Ettől függetlenül Horvátországnak a Magyar Királyságon belüli autonómiája nem kérdőjelezhető meg.